# Apteryx rowi
Il kiwi bruno di Okarito (Apteryx rowi Tennyson, Palma, Robertson, Worthy & Gill, 2003), detto anche rowi, è un uccello della famiglia degli Apterigidi, endemico della Nuova Zelanda. Prende il nome dalla foresta di Okarito, nella parte occidentale dell'Isola del Sud, della quale è endemico.

## Descrizione
I maschi sono più piccoli delle femmine (peso 1575–2250 g vs 1950–3570 g). Si differenzia dalle altre due specie di kiwi bruno (A. australis e A. mantelli) per un piumaggio più soffice e più tendente al grigio, e per la presenza di ciuffi bianchi attorno agli occhi; anche il becco è più corto rispetto alle suddette due specie.

## Biologia
A differenza delle altre specie di kiwi, il maschio e la femmina di A. rowi si alternano nella cova delle uova. I pulcini, benché autosufficienti al pari delle altre specie, hanno la peculiarità di mantenere rapporti con i genitori nei primi anni di vita.

## Distribuzione e habitat
La specie è endemica della foresta di Okarito, sulla costa occidentale dell'Isola del Sud (Nuova Zelanda). Si tratta di una foresta costiera di Podocarpaceae che copre una superficie di circa 10.000 ettari, compresi tra il fiume Okarito a nord ed il fiume Waiho a sud.

## Conservazione
La popolazione totale stimata di questa specie è di soli 400-450 esemplari adulti.
La principale minaccia alla sua sopravvivenza è rappresentata dai predatori introdotti dall'uomo, come l'ermellino (Mustela erminea) nonché da cani e gatti domestici.
La specie è stata classificata come vulnerabile dall'IUCN.